# Hans Giesler
Hans Ferdinand Geisler (Hanôver, Alemanha, 19 de abril de 1891 - 25 de junho de 1966, Friburgo em Brisgóvia, Alemanha) foi um general alemão durante a Segunda Guerra Mundial. Juntou-se à Marinha Imperial Alemã antes da Primeira Guerra Mundial e serviu durante todo o conflito. Em Setembro de 1933 juntou-se à recém-formada Luftwaffe, tendo subido na carreira até General der Flieger em Julho de 1940. Foi condecorado com a Cruz de Cavaleiro da Cruz de Ferro e com a Cruz Germânica em Ouro. Retirou-se das forças armadas em Outubro de 1942.